# Шокай (селище)
Шока́й (каз. Шоқай) — станційне селище у складі Осакаровського району Карагандинської області Казахстану. Входить до складу Сариозецького сільського округу.
Населення — 191 особа (2021; 374 у 2009, 553 у 1999, 663 у 1989).
Національний склад станом на 1989 рік:
- росіяни — 50 %;
- німці — 26 %.